# Jardín exótico de Mónaco

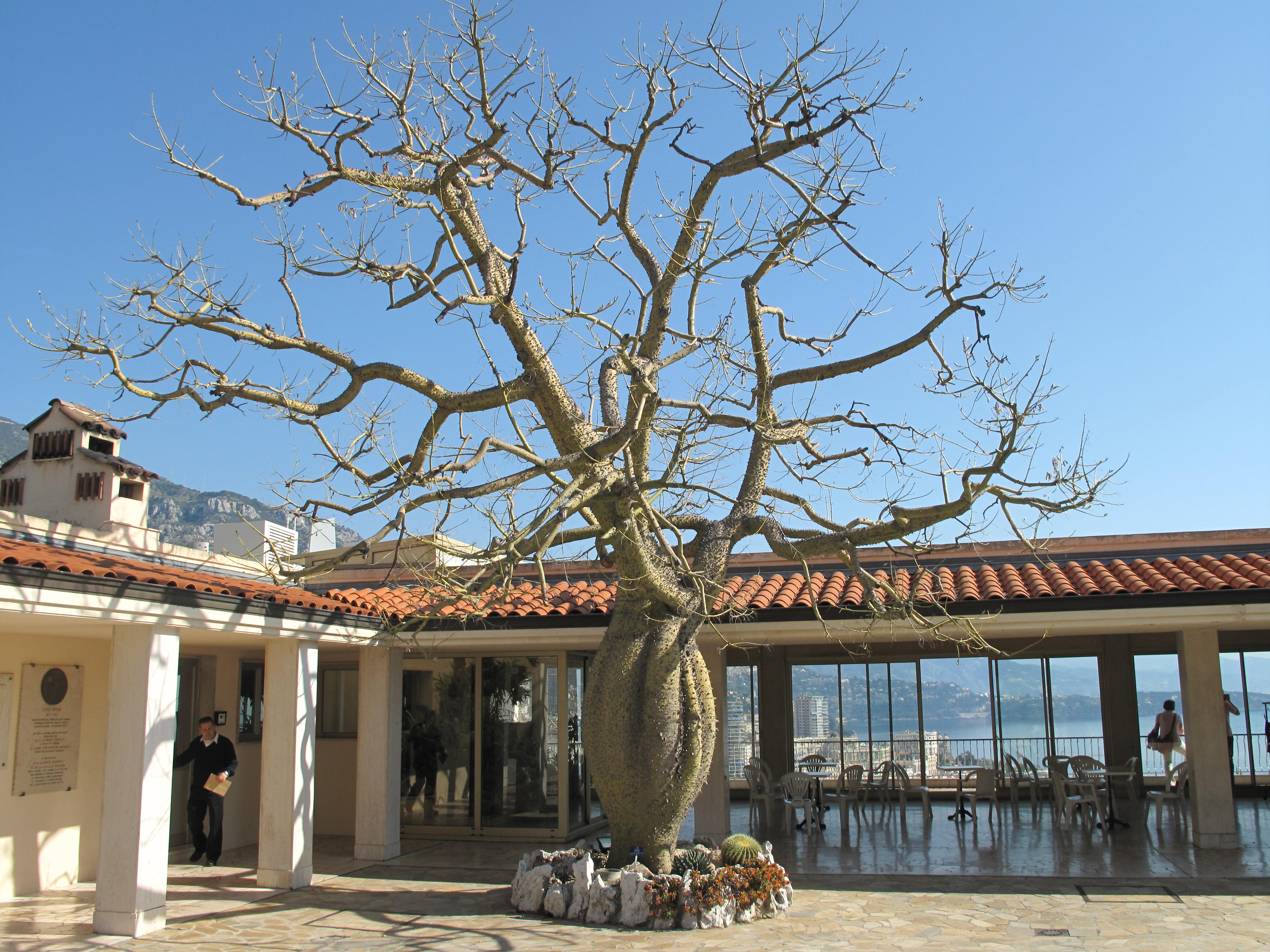
Ejemplar de Chorisia insignis en la entrada del botánico

El Jardín exótico de Mónaco (en francés: jardin exotique de Monaco), es un jardín botánico que se encuentra en Les Revoires, Mónaco.

## Localización

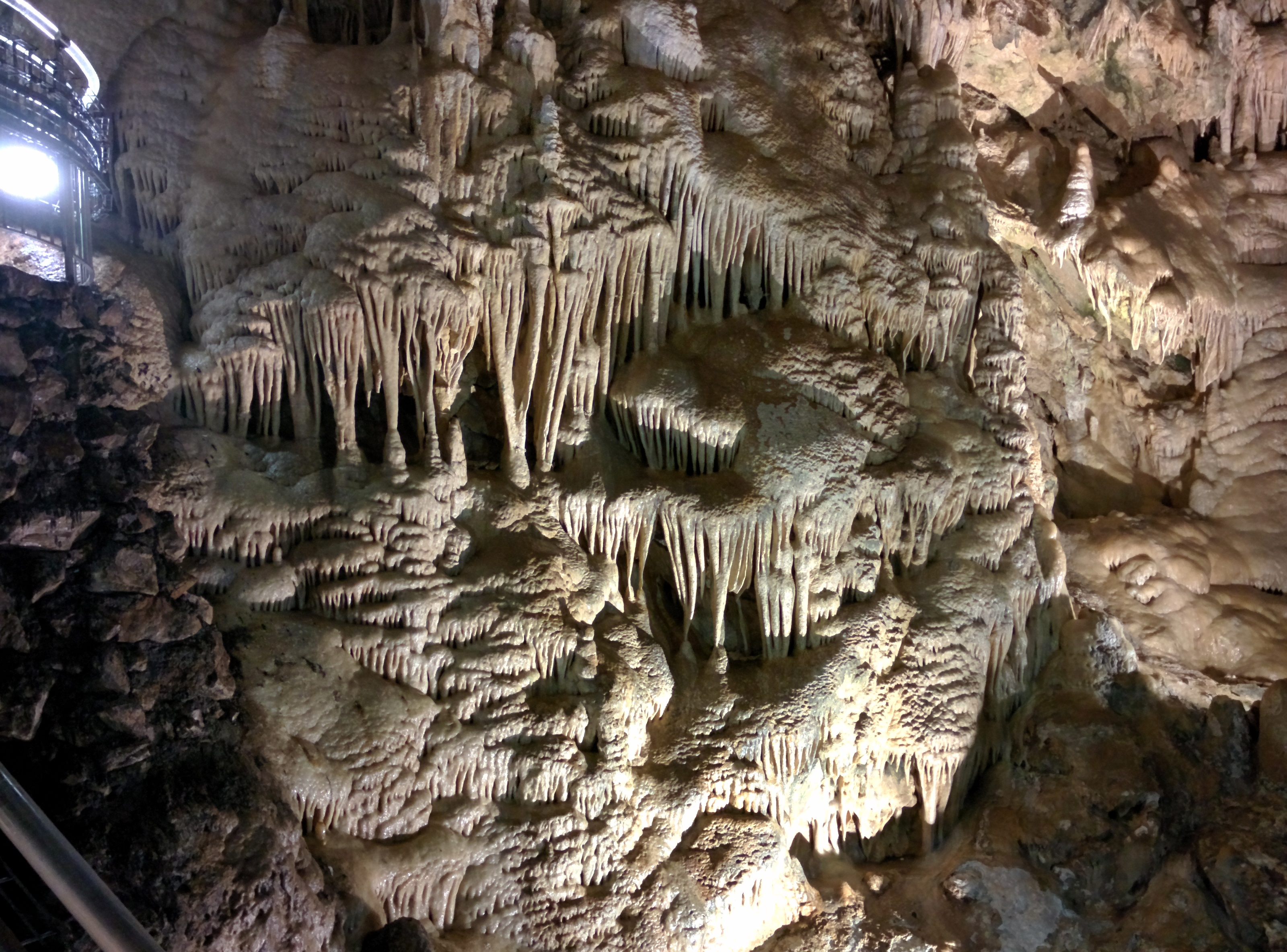
Gruta

- Boulevard du Jardin Exotique, 62, B.P. 105 - MC 98002 Mónaco Cedex.

## Historia
El jardín botánico se abrió al público en 1933. 

## Colecciones
Este jardín alberga numerosas plantas suculentas y cactus, que debido al clima benigno donde se encuentra, se exponen al aire libre.
Las plantas proceden de diversas zonas áridas del mundo sobre todo del sur de los EE. UU., México, Centroamérica, Sudamérica, África austral, Arabia, África oriental. 
En el jardín, hay una gruta con estalagmitas y estalactitas. En ella se encontraron restos de presencia humana prehistórica que se exponen en el museo de antropología del jardín.